# Aéroport de Janakpur
L'aéroport de Janakpur (code IATA : JKR • code OACI : VNJP) est un aéroport régional desservant la ville de Janakpur, au Népal.

## Installations
Il possède une piste, orientée 09/27, longue de 1006 mètres en asphalt.
L'aéroport est équipé pour recevoir des avions du Nepalese Army Air Service.

## Situation
L'aéroport est situé à 78 mètres d'altitude.
| \| 100 km1:3 095 000 \| Bajura Bhadrapur Bhâratpur Bhojpur Biratnagar Dhangadhi Dolpa Janakpur Jomsom Jumla Katmandou Lamidanda Lukla Manang Meghauli Nepalganj Phaplu Pokhara Ramechhap Rukumkot Rumjatar Simara Siddharthanagar Simikot Surkhet Talcha Taplejung Thamkharka Tumlingtar Dang |
| 100 km1:3 095 000 |

## Compagnies et destinations
| Compagnies    | Destinations        |
| ------------- | ------------------- |
| Buddha Air    | Katmandou-Tribhuvan |
| Yeti Airlines | Katmandou-Tribhuvan |